# Ruperto Pinochet Solar
Ruperto Pinochet Solar; (Cauquenes, 1844 - Talca, 1922). Agricultor y político nacional chileno. Hijo de Juan Miguel Pinochet Benítez y María del Rosario del Solar Vial. Contrajo matrimonio María Alvis.
Estudió en Talca y en Santiago. Se dedicó a la agricultura, a cargo del fundo Los Molinos de propiedad de su padre, en la zona de Cauquenes. 
Residió también en Valparaíso, donde inició varias actividades comerciales y viajó a California y Australia, para realizar alianzas financieras para exportar sus productos agrícolas. 
Miembro del Partido Nacional, fue elegido Diputado por Constitución  y Cauquenes (1888-1891 y 1891-1894). Integró la comisión permanente de Gobierno y Relaciones Exteriores.